# Adamo ed Eva (Hébuterne)
Adamo ed Eva è un dipinto della pittrice francese Jeanne Hébuterne realizzato nel 1919.

## Storia
Il dipinto fu esposto alla mostra Modigliani, Soutine e gli artisti maledetti tenutasi al palazzo reale di Milano nel 2013.

## Descrizione
Realizzato sul retro di una natura morta, vediamo i corpi esili dei due progenitori dolcemente accostati l'uno all'altro, ed entrambi coprono con le mani la mela proibita, mantenuta da Eva mentre Adamo le cinge col braccio la spalla sinistra.
Gli sguardi sono seri e assorti e la sensazione di quiete è accentuata dalla presenza dei tre arieti in basso a sinistra, di cui uno dormiente, mentre, sui piani retrostanti, c'è il serpente attorcigliatosi lungo l'albero.
Il cielo è grigio e nuvoloso, a parte lo squarcio di azzurro in alto a destra.